# Faiveley Transport
Faiveley Transport es una sociedad anónima con sede en Francia, especializada en los sectores del transporte, principalmente ferroviario (trenes, tranvías y metros). Su nombre proviene del patronímico de su fundador Louis Faiveley.
En 2016, la empresa estadounidense Wabtec Corporation se convirtió en accionista mayoritaria, cargo que anteriormente ocupaba la familia Faiveley.